# 2013年の日本プロ野球
2013年の日本プロ野球（2013ねんのにほんぷろやきゅう）では、2013年の日本プロ野球（NPB）における動向をまとめる。

## できごと

### 1月
- 1月5日 - 元中日ドラゴンズで、シカゴ・カブスなどに在籍した福留孝介が阪神タイガースに移籍。福留は6年ぶりの日本球界復帰。背番号は8[1]。これに伴い、浅井良の背番号が、8から5に変更[2]
- 1月7日 - 東北楽天ゴールデンイーグルスはエドガー・ララ、ラファエル・ポロと育成選手の契約合意を発表[3]
- 1月9日 - 福岡ソフトバンクホークスは岩嵜翔の背番号を41から21へ、同じく千賀滉大を21から41へ、白根尚貴を55から65へ、ウィリー・モー・ペーニャを8から55へそれぞれ変更する事を発表[4]
- 1月10日 - 日本野球規則委員会が公認野球規則の一部改正を発表。投手の義務について、すでに試合に出場している投手が、イニングの初めにファウルラインを横切れば、その投手は第1打者がアウトになるか、一塁に達するまで投球する義務を課す条文を追加。またアマ側ではBFJ公認の木製バットの導入を決定[5][6]
- 1月10日 - 中日が新外国人のマット・クラークの獲得を発表[7]
- 1月10日 - 千葉ロッテマリーンズは2013年のチームスローガン「翔破 〜頂点を目指して〜」を発表[8]
- 1月11日 - 野球体育博物館が2013年度日本の野球殿堂表彰者を発表。競技者表彰者ではプレーヤー部門で大野豊、エキスパート部門では外木場義郎と、いずれも広島東洋カープに所属した元投手2名が選出された。また特別表彰者として1947年[注 1]及び1948年と全国高等学校野球選手権大会で2年連続優勝を達成した福岡県立小倉高等学校のエース投手福嶋一雄が選出された[9]
- 1月11日 - 阪神はFAでオリックスへ移籍した平野恵一の人的補償として、高宮和也の獲得を発表[10]
- 1月12日 - オリックスがソフトバンクへFA移籍した寺原隼人の人的補償として、馬原孝浩を獲得した事を発表。背番号は20[11]
- 1月13日 - 楽天は2013年のチームスローガン「HEAT!」を発表[12]
- 1月17日 - ソフトバンクが新外国人として、元ボストン・レッドソックスのビセンテ・パディーヤを獲得。契約は1年[13]
- 1月23日 - オリックスの木佐貫洋、大引啓次、赤田将吾と北海道日本ハムファイターズの糸井嘉男、八木智哉と3対2のトレードが成立[14]
- 1月24日 - 日本ハムは監督の栗山英樹との契約を2014年まで1シーズン延長を決定[15]
- 1月25日 - 日本ハムは2013年のチームスローガン「純 -ひたむきに-」を発表[16]
- 1月26日 - ソフトバンクは2013年のチームスローガン「超!ガツガツ行こう!」を発表[17]
- 1月26日 - 福岡ドーム（旧：福岡Yahoo!Japanドーム）が今年2月1日から名称を「福岡ヤフオク!ドーム」（略称：ヤフオクドーム）に変更する事を発表[18]
- 1月28日 - オリックスはアルフレッド・フィガロとの契約破棄（事実上の退団）を発表[19]

### 2月
- 2月2日 - 中日はマット・クラークが持病のために常用していた薬から覚醒剤の一種のアンフェタミンが検出されたとして、沖縄県警に出向き尿と薬剤の簡易検査と事情聴取を受けたことを明らかにした。なおアンフェタミンは検出されなかった[20]
- 2月2日 - 来季のMLB挑戦を訴えて契約未更改でキャンプ不参加となっていたソフトバンクの陽耀勲が今季終了後に自由契約にする条件で契約に合意し、3日には二軍キャンプに合流[21]
- 2月3日 - 元横浜、中日の佐伯貴弘が現役引退を表明、2011年に中日を戦力外となっていた[22]
- 2月8日 - オリックスは李大浩の背番号が25から10に変更することを発表[23]
- 2月12日 - DeNAは新外国人選手のケビン・モスカテルと育成選手契約したことを発表[24]
- 2月16日 - 中日の私設応援団の球場への入場や鳴り物応援を禁じた処分の無効確認などを求めた訴訟で、最高裁判所は応援団の上告を退ける決定をし、応援団側の全面敗訴が確定[25]
- 2月19日 - 日本ハムは春季キャンプでの入団テストに合格したミチェル・アブレイユの入団を発表[26]
- 2月22日 - 中日のマット・クラークが常用していた薬から覚せい剤の一種のアンフェタミンが検出されていた問題で、沖縄県警は同選手をアンフェタミンを含む薬を不法、使用した容疑で書類送検。同月2日での検査では陰性だったが、その後の尿検査や薬の鑑定で検出された[27]
- 2月23日 - 中日は小林正の登録名を本名の「小林正人」に戻す事を発表[28]
- 2月25日 - 中日は、2013年シーズンにナゴヤドームで開催の公式戦7試合で着用するサードユニフォーム「燃竜（もえドラ）」を発表[29]
- 2月26日 - DeNAの育成選手の鄭凱文の支配下選手登録が公示、背番号は62[30]
- 2月27日 - 巨人が2014年に阪神との開幕戦について、アメリカでの開催を検討していることがわかった。2014年は巨人の前身である大日本東京野球倶楽部の創立から80周年の節目を迎える年であるため[31]
- 2月27日 - 広島の東出輝裕が左膝前十字靭帯断裂と診断され、開幕前に今季絶望となった[32]
- 2月27日 - オリックスは春季キャンプで入団テストで合格した、元広島のマイク・シュルツの獲得を発表[33]

### 3月
- 3月7日 - プロ野球実行委員会において、試合開始から3時間半を超えて新しい延長回に入らない特別ルール「3時間半ルール」を撤廃、2013年シーズンから実施することを決定[34]
- 3月7日 - セ・パ両リーグは最優秀投手のタイトルを2013年より「勝率第一位投手賞」に改称する事を決定[35]
- 3月8日 - 巨人の杉内俊哉が週刊誌で女性問題を報道されている件について、巨人の球団代表兼GMの原沢敦は杉内に対し罰金と厳重注意処分を科した[36][37]
- 3月8日 - 西武は涌井秀章が一部週刊誌で女性問題を報道された件について、西武の球団本部長の鈴木葉留彦が電話で涌井に口頭注意[38]
- 3月10日 - 西武が2012年のドラフトで2位指名後、道路交通法違反で千葉県警察に摘発され、入団交渉を凍結していた相内誠（千葉国際高）の入団を発表[39]
- 3月11日 - 中日は岩﨑達郎の金銭トレードでの楽天への移籍を発表[40]
- 3月12日 - DeNAは、現在レギュラー使用しているホーム、ビジター各ユニフォームに加えて、2013年シーズンより『第3のユニフォーム』を新たに使用することを発表。98年優勝当時のビジターユニフォームを彷彿とさせる伝統ある鮮やかな“ベイスターズブルー”をメインカラーに採用。年間を通して、週末のビジターゲームを中心に着用する[41]。
- 3月20日 - 前楽天の下柳剛が現役引退を表明[42]
- 3月25日 - ロッテの田中雅彦とヤクルトの川本良平の交換トレードが発表された[43]
- 3月25日 - セ・リーグが史上初の試みとして、開幕直前イベント「セ・リーグ開幕直前!!ファンミーティング2013」を東京ビッグサイトにて開催[44]
- 3月25日 - パ・リーグ6球団とモバイルゲーム大手のモブキャストが2013年シーズンのスポンサー契約締結を発表[45]
- 3月28日 - 千葉家庭裁判所木更津支部は、西武にドラフト2位で入団した相内誠を道路交通法違反で保護観察処分とした[46]
- 3月30日 - 中日はビクトル・ディアスに戦力外通告したことを発表[47]
- 3月31日 - DeNAのトニ・ブランコが対中日3回戦（ナゴヤドーム）の8回表に本塁打を放ち、史上25人目となる全球団から本塁打を達成[48]

### 4月
- 4月1日 - オリックスはベースボール・チャレンジ・リーグの福井ミラクルエレファンツ に育成選手の山崎正貴と稲倉大輝を派遣すると発表[49]
- 4月2日 - 米投資会社サーベラスが筆頭株主をつとめる西武ホールディングス に対し、埼玉西武ライオンズの球団売却を求めていたとされる問題で、サーベラスはそのような提案をしていないと回答[50]
- 4月5日 - 楽天が対ロッテ戦（クリネックススタジアム宮城）で、打席に立たない投手を除く野手全員得点で17対5で勝利。パ・リーグでは10年ぶり史上10度目で、2リーグ制以降では15度目[51]
- 4月6日 - DeNAのアレックス・ラミレスが対ヤクルト戦（明治神宮野球場）で、外国人選手初（プロ野球史上42人目）となる通算2000本安打を本塁打で達成[52]
- 4月7日 - 5日のヤクルト対DeNA戦（明治神宮野球場）で、4回表途中で右肘の故障を理由に途中降板したヤクルトの館山昌平が記者会見を行い「右肘靭帯の断裂（全治1年）と診断された為、肘の手術を受ける」ことを表明。このため、館山の今季の試合出場が絶望となった[53]
- 4月7日 - 中日の谷繁元信が対巨人戦（東京ドーム）で、2回表に内海哲也から左越に第1号本塁打を放ち、野村克也と並ぶ25年連続本塁打を記録、初年度からの連続は谷繁が初[54]
- 4月7日 - 巨人の阿部慎之助が対中日戦（東京ドーム）で、7回裏に小林正人から右前打を放ち、日本プロ野球史上113人目の通算1500安打[55]
- 4月8日 - 中日のビクトル・ディアスの自由契約選手が公示 [56]
- 4月9日 - 前日まで開幕から連勝記録を引き分けを挟んで球団タイ記録の7としていた巨人は、対阪神戦（甲子園）で2対0で敗れ、今季初黒星で球団新記録ならず[57]
- 4月11日 - 巨人が対阪神戦（阪神甲子園球場）に0対3で敗れ、巨人は同カードでは史上初の3戦連続無得点（2敗1分）。4月7日の対中日戦の8回からの31イニング連続無得点は球団タイ記録[58]
- 4月11日 - ソフトバンクの育成選手の有馬翔の支配下選手登録が公示、背番号は62[30]
- 4月12日 - 巨人が対ヤクルト戦（東京ドーム）の1回を無得点で、球団新記録の32イニング無得点。試合は2回にジョン・ボウカーの2ラン本塁打で無得点記録を止めた巨人が8対3で勝利[59]
- 4月13日 - 阪神は対DeNA戦（甲子園）の初回に6失点で、連続イニング無失点記録が球団タイ記録の41でストップ[60]
- 4月16日 - 日本政府は巨人終身名誉監督の長嶋茂雄と、元巨人、ニューヨーク・ヤンキースなどの松井秀喜に対し国民栄誉賞授与することを正式決定[61]
- 4月16日 - 西武の栗山巧が対オリックス戦（西武ドーム）でNPB通算1000本安打[62]
- 4月16日 - 広島対DeNA4回戦（マツダ）6回裏、本塁でのクロスプレイでの判定を巡って審判に抗議を行ったDeNAの監督の中畑清が暴力行為を行ったとして退場処分。中畑の退場は2012年9月16日の対ヤクルト戦（神宮）に続き3度目[63]NPBは翌17日、中畑に対し厳重注意及び制裁金20万円の処分を科した[64]
- 4月16日 - ロッテの井口資仁が対日本ハム3回戦（札幌ドーム）の7回表に森内壽春からソロ本塁打を打ち、日米通算250本塁打を達成[65]
- 4月16日 - 楽天対ソフトバンク戦（Kスタ宮城）は6対5でソフトバンクが勝利。先発の田中将大は7回9安打3失点で1点リードして勝利投手の権利をもったまま降板も、チームは逆転負け[66]。この試合はこの年のレギュラーシーズン公式戦で、田中が投げて楽天が敗れた唯一の試合となった[67][68]
- 4月19日 - 楽天の監督の星野仙一が対ロッテ戦（QVCマリンフィールド）の8回表二死一塁の場面でアンドリュー・ジョーンズが三振に倒れた時の球審の橋本信治のストライク判定に抗議、その際に審判に暴言を吐いたとして退場を宣告された。星野の退場は阪神の監督時代の2002年8月23日の対巨人戦（東京ドーム）以来3892日ぶり、通算6回目[69][注 2]
- 4月20日 - 巨人の山口鉄也が対広島戦（MAZDA Zoom-Zoom スタジアム広島）の7回から登板、2イニングを無失点に抑え、日本プロ野球新記録の通算154ホールド[70]
- 4月21日 - 巨人の阿部慎之助が対広島戦（マツダ）の7回表、中村恭平から本塁打を放ち、日本プロ野球史上38人目の通算300号本塁打を達成[71]
- 4月22日 - NPBコミッショナーの加藤良三は、19日の楽天対ロッテ戦（QVCマリン）で審判に暴言を吐き退場処分となった楽天の監督の星野仙一に対し厳重注意及び制裁金10万円を科した[72]
- 4月22日 - 日本プロ野球選手会は、会員選手の2013年度の年俸調査結果を発表、平均年俸は前年比2.2%減の3,733万円と、2年連続で減少したことがわかった[73]
- 4月23日 - ヤクルト対広島戦（神宮）8回表に、代打出場の広島の前田智徳がヤクルトの江村将也から左手首に死球を受けた場面を巡って揉み合いになり、その際に広島の投手コーチの古沢憲司がヤクルトの投手コーチの荒木大輔に暴力を働いたとして退場処分を宣告。両球団に対して審判団から警告を与えられた[74]。
- 4月26日 - ヤクルト対広島戦（神宮）11回裏ヤクルトの攻撃中に、スコアボードの電光表示が故障して4分間試合が中断するトラブルが発生。故障は回復しないまま試合を再開、ボールカウントが表示されなくなったことから審判団は指サインで一球ごとにボールカウントを示すなどの対応を行った。尚、球場側によれば故障原因は不明という[75]
- 4月26日 - イースタン・リーグで日本ハムが対西武 戦（西武第二球場）に4対7でサヨナラで敗れ、開幕から1965年のサンケイスワローズと並ぶリーグタイ記録の14連敗[76]
- 4月26日 - 4月21日の対巨人戦の第4打席から11打席連続出塁中の広島の廣瀬純が、対中日戦（マツダ）で4打数4安打として、第1打席で球団新記録[77]の12打席連続出塁、第4打席で日本プロ野球新記録の15打席連続出塁とした。この間の成績は15打席で8打数8安打（単打6本、二塁打2本）4四球3死球[78]
- 4月27日 - 広島の廣瀬純は対中日戦（マツダ）の1回2死三塁の場面での第1打席で一飛に終わり、連続出塁記録が15でストップ[79]
- 4月27日 - イースタン・リーグの日本ハムが対DeNA戦（鎌ケ谷スタジアム）に5対3で勝利し、今季初勝利で開幕からの連敗を14でストップ[80]
- 4月27日 -DeNAは対阪神戦（横浜スタジアム）で藤井秀悟の完投で9対1で勝利し、藤井は6安打1失点の内容で、ヤクルト時代の2002年5月29日の対巨人戦以来11年（3986日）ぶりの完投勝利で、NPB記録を更新中だった先発完投なしを107でストップ。また中村紀洋がプロ野球史上14人目のNPB通算1000四球[79]
- 4月27日 - 楽天が対西武戦（西武ドーム）に9対2で勝利し、球団創立9年目1159試合目で通算500勝目（628敗31分、勝率.443）[79]
- 4月28日 - 巨人の小野淳平と広島の青木高広の交換トレードが成立[81]
- 4月28日 - ウエスタン・リーグのソフトバンクが対広島戦（由宇球場）でリーグ新記録の11打数連続安打[82]
- 4月29日 - ソフトバンクの内川聖一が対ロッテ6回戦（QVCマリン）の第1打席で吉見祐治から本塁打を放ち、通算100号本塁打、プロ野球史上267人目[83]
- 4月29日 - 日本ハムの中村勝が対オリックス戦（札幌ドーム）で先発し、1回表、2番の川端崇義への2球目が危険球ととられて退場処分。先発して2人目の打者での危険球退場は日本プロ野球史上6人目、先発して6球目での退場は日本プロ野球タイの最短記録[83]
- 4月30日 - DeNAのトニ・ブランコが対ヤクルト戦（横浜）で球団新記録の月間16本塁打[84]

### 5月
- 5月1日 - DeNAの中村紀洋が対ヤクルト戦（横浜）で日米通算2000本安打（日本プロ野球1995本、MLB5本）[85]
- 5月2日 - 中日の育成選手の赤田龍一郎の支配下選手登録が公示、背番号は68[30]
- 5月2日 - ヤクルトはWBCカナダ代表で、4月までMLBのピッツバーグ・パイレーツに所属していた、クリス・ラルーとの正式契約を発表[86]
- 5月3日 - 楽天対日本ハム戦（Kスタ宮城）で、日本ハムの中田翔がで自身初の1試合3本塁打、統一球導入以降では日本プロ野球史上6人目（10度目）で日本人選手では初。日本ハムのマイカ・ホフパワーが前日の同戦に続いて2試合連続満塁本塁打、パ・リーグ史上5人目、日本プロ野球史上7人目[83]
- 5月3日 - 広島の松山竜平が対巨人戦で、一塁手としては1試合最多失策のセ・リーグタイ記録の3失策[83]
- 5月4日 - 阪神の西岡剛が対ヤクルト戦（甲子園）で日米通算1000本安打（日本プロ野球950、MLB50）[87]
- 5月5日 - 東京ドームの巨人対広島戦の試合前に松井秀喜の引退セレモニーと、松井と長嶋茂雄の国民栄誉賞授与式が行われた[88]
- 5月6日 - 中日の谷繁元信が対ヤクルト戦（神宮）で6回無死無走者の場面で右前打を放ち、NPB通算2000本安打達成[89]。日本プロ野球史上44人目で、42歳4カ月の達成は最年長、2803試合目および25年目での達成は最長、平均打率.243は最低の、それぞれNPB記録を更新[90][91]。
- 5月8日 - 日本ハムの木佐貫洋が対楽天戦でNPB通算1000投球回[92]
- 5月9日 - ソフトバンクのブライアン・ファルケンボーグが対オリックス戦（ほっと神戸）で9回2死一、三塁で川端崇義の頭部に死球を与え危険球退場処分[93]
- 5月10日 - 巨人は対DeNA戦（横浜）で7回表の時点で10対3とリードしたものの、9回裏に多村仁志のサヨナラ本塁打で10対12のサヨナラ負け。7点差を逆転されたのは球団タイ記録。多村は7回に代打で本塁打を放っており、代打とサヨナラ本塁打を打ったのは史上5度目[92]
- 5月11日 - オリックスの糸井嘉男が対日本ハム戦（京セラドーム）で全球団から本塁打、史上26人目[92]
- 5月12日 - 中日対広島戦（マツダ）で中日の谷繁元信が中日での通算1000本安打で、横浜と2球団でそれぞれ通算1000本安打。2球団での達成は日本プロ野球史上3人目。広島は丸佳浩と菊池涼介による1試合2満塁本塁打、日本プロ野球史上22度目[92]
- 5月12日 - ロッテの加藤翔平が対楽天戦(QVCマリン)で3回にプロ入り初打席に立ち、初球を右翼へ本塁打。プロ入り初打席初球本塁打は日本プロ野球史上7人目、新人では1950年の東急フライヤーズの塩瀬盛道以来63年ぶり2人目[94]
- 5月13日 - ヤクルトの育成選手の徳山武陽の支配下選手登録が公示、背番号は62[30]
- 5月14日 - 中日の岩瀬仁紀が対日本ハム戦で日本プロ野球史上初の10年連続10セーブ[95]、中日の山崎武司が同試合で6回に三塁打を放ち、44歳6カ月でのセ・リーグ最年長三塁打[96]
- 5月17日 - ヤクルトの畠山和洋が対ロッテ戦で9回無死満塁から球団史上初の逆転サヨナラ満塁本塁打。3点差からの釣り銭無しは日本プロ野球史上15本目[97][98]
- 5月17日 - 中日の山崎武司が対楽天戦（ナゴヤドーム）でサヨナラ安打、セ・リーグ最年長記録[99]
- 5月20日 - 日本ハムの木佐貫洋が対巨人戦で全球団勝利を達成、史上12人目[100]
- 5月21日 - 西武の高山久と阪神の川崎雄介との交換トレードが発表[101]
- 5月23日 - DeNAの中村紀洋が対ソフトバンク戦（ヤフオクドーム）でNPB通算350二塁打、史上36人目[102]
- 5月25日 - 楽天の聖澤諒が対広島戦（マツダ）で2回1死に中飛を捕球し、2010年9月22日の対日本ハム戦以来の連続守備機会無失策を659として、外野手のパ・リーグ新記録[103]
- 5月25日 - 巨人が対オリックス戦（東京ドーム）で3対2で勝利し、球団通算5500勝（3854敗305分）、日本プロ野球史上初[104]
- 5月25日 - 日本ハムの監督の栗山英樹が対阪神戦（甲子園）で、阪神の浅井良への死球を巡って、審判に抗議し、暴言を吐いたとして監督として初の退場処分[105]。28日、日本プロ野球コミッショナーより厳重注意と制裁金10万円の処分[106]
- 5月27日 - 阪神の新外国人選手のブレイン・ボイヤーが入団会見、背番号は44[107]
- 5月28日 - ヤクルトの相川亮二が対オリックス戦でNPB通算1000安打、史上272人目[108]
- 5月30日 - ロッテの古谷拓哉がイースタン・リーグの対DeNA戦（平塚球場）でノーヒットノーランを達成。リーグ史上22度目[109]
- 5月31日 - ロッテの益田直也が対巨人戦（QVCマリン）に登板し、2リーグ制以降の日本プロ野球タイ記録の月間18試合登板と、球団新記録の月間10セーブ[110]

### 6月
- 6月1日 - ロッテの成瀬善久が対巨人戦(QVCマリン)の3回に寺内崇幸からNPB通算1000奪三振、史上134人目[111]
- 6月1日 - 日本ハムの大谷翔平が対中日戦（札幌ドーム）で5回3失点の内容でプロ入り初勝利。投手と野手で出場した高卒新人としては62年ぶり、日本プロ野球史上2人目[112]
- 6月2日 - 楽天の育成選手の宮川将の支配下選手登録が公示、背番号は90[30]
- 6月2日 - 北海道の屋外での史上初のナイター試合となる、日本ハム対DeNA戦が旭川スタルヒン球場で行われる。3回、DeNAのアレックス・ラミレスが外国人史上最多の通算1270打点[113]。試合はDeNAが11対3で勝利し、日本ハムは史上4球団目の球団通算4500敗[114]
- 6月3日 - ソフトバンクは対阪神戦（ヤフオクドーム）の5回1死から、パ・リーグタイ記録の4者連続二塁打、四球、犠打を挟まない4連続はリーグ史上9度目[115]
- 6月3日 - ヤクルトのクリス・ラルーが対ロッテ戦でセ・リーグタイ記録の1試合3ボーク[115]
- 6月4日 - DeNAの王溢正の自由契約選手が公示[56]
- 6月5日 - 日本プロ野球の5月度の月間MVPが発表され、楽天の田中将大が投手としてはリーグ史上最多の8度目の受賞、5年連続での受賞はイチロー以来史上2人目[116]
- 6月5日 - ヤクルトの相川亮二が対楽天3回戦（神宮球場）の6回裏に本塁打を放ち、史上27人目となる全球団から本塁打[48]
- 6月8日 - 阪神の新井貴浩が対ロッテ戦でNPB通算1000打点、史上39人目[117]
- 6月8日 - 西武の岸孝之が対広島戦でNPB通算1000投球回、史上335人目[115]
- 6月11日 - NPBと日本プロ野球選手会との討議において、日本プロ野球で使用されている統一球が、今季よりやや飛びやすく仕様が調整されていた事が判明。NPB事務局は統一球を製造するミズノ社に対し「調整したことを公表しないように」と要請していた[118]
- 6月11日 - 広島は新外国人選手のキラ・カアイフエの獲得を発表[119]
- 6月12日 - DeNAの三浦大輔が対ロッテ戦(QVCマリン)で3対0で完封勝利し、小山正明の39歳1カ月での球団最年長完封記録を39歳3カ月で更新[120]
- 6月13日 - ソフトバンクが対ヤクルト戦（ヤフオクドーム）に勝利し、2年ぶり4度目のセ・パ交流戦優勝達成[121]
- 6月13日 - 中日の谷繁元信が対西武戦（西武ドーム）でNPB通算1000打点、史上40人目。42歳5カ月での達成は日本プロ野球最年長記録[122]
- 6月14日 - 中日は新外国人選手のワーナー・マドリガルの獲得を発表[123]
- 6月14日 - 楽天は新外国人選手のケニー・レイの獲得を発表、背番号は42[124]
- 6月14日 - ソフトバンクの松中信彦が前日の試合後の優勝セレモニーに参加しなかったことを理由とした懲罰として、1軍出場登録抹消[125]
- 6月15日 - 日本ハムの稲葉篤紀が対広島戦（札幌ドーム）でNPB通算1000得点、史上39人目[126]
- 6月16日 - 巨人の内海哲也が対ソフトバンク戦（ヤフオク）でNPB通算100勝、史上131人目[127]
- 6月16日 - 楽天の田中将大が対阪神戦（Kスタ宮城）で勝利投手となり、球団新記録の開幕から9連勝[128]
- 6月16日 - 西武は前年まで所属し自由契約とした、BCリーグ石川のクリス・カーターを譲渡で獲得したと発表[129][130]
- 6月18日 - 日本ハムの大谷翔平が対広島戦で5番投手で先発出場、投手が先発でクリーンアップを打つのは1963年以来50年ぶり、2リーグ制以降では7人目[131]
- 6月18日 - 楽天は育成選手のエドガー・ララとラファエル・ポロの契約を解除したと発表、いずれも本人からの申し出によるもの[132]
- 6月21日 - 西武はホセ・オーティズに戦力外通告、ウエーバー公示にかけた事を発表[133][134]
- 6月22日 - ロッテは元阪神のクレイグ・ブラゼルを獲得した事を発表[135]
- 6月22日 - ロッテの井口資仁が対日本ハム戦でNPB通算1500試合出場、史上178人目[131]
- 6月23日 - 中日の山本昌が対巨人戦で日本プロ野球史上3人目の先発通算500試合登板。試合は9対5で中日が勝利し、山本は史上最年長の対巨人戦勝利投手となった[136]
- 6月24日 - オールスターゲームのファン投票の最終結果が発表され、日本ハムの大谷翔平がパ・リーグの外野手部門で高卒新人では初の選出[137]
- 6月25日 - 楽天は対西武戦で球団新記録の22安打、試合は11対0で楽天が勝利[138]
- 6月26日 - ロッテの古谷拓哉が対オリックス戦（京セラドーム）で9回2死まで無安打無得点としながら、坂口智隆に三塁打を打たれてノーヒットノーランを逃す。あと一人で逃したのは日本プロ野球史上22人目（24度目）、ロッテでは3人目（4度目）。あと一人で三塁打を打たれて逃したのは史上初[139]
- 6月27日 - 西武対楽天戦（埼玉県営大宮公園野球場）で9回、楽天の小山伸一郎のライアン・スピルボーグスに対する投球をめぐって両軍で揉み合いとなり、警告試合となった。試合は10対1で楽天が勝利[140]
- 6月28日 - 中日の山井大介が対DeNA（横浜）の10回戦でノーヒットノーランを達成、日本プロ野球史上77人目[141][142]。
- 6月28日 - 西武のホセ・オーティズが自由契約選手として公示[56]
- 6月30日 - DeNAの中村紀洋が対中日戦（横浜）でNPB通算400本塁打、史上18人目[143]

### 7月
- 7月1日 - オリックスの育成選手の伊原正樹の支配下選手登録が公示、背番号は43[30]
- 7月2日 - 西武の栗山巧が対オリックス戦（京セラドーム）でNPB通算1000試合出場[144]
- 7月3日 - ヤクルトの阿部健太が対DeNA戦（横浜）で3点ビハインドの状況で2番手として登板し、1イニングを無失点に抑え、試合はその後逆転勝利で、阿部は近鉄時代の2003年9月14日以来、3580日ぶりの勝利投手となる。日本国内だけでプレーした選手としては史上最長で、国外を含めると史上2位[145]
- 7月4日 - 6月の月間MVPが発表され、パ・リーグの投手部門で楽天の田中将大が2カ月連続で投手では両リーグ最多タイの9度目の受賞、2度の2カ月連続受賞はパ・リーグ史上初[146]
- 7月7日 - 西武の長田秀一郎とDeNAの渡辺直人が交換トレードが発表[147]
- 7月7日 - 中日対ヤクルト戦で、中日は7回に1イニング3死球のセ・リーグタイ記録。同イニングでヤクルトの木谷良平が中日の平田良介に頭部に危険球を投じたとして退場処分[148]
- 7月8日 - プロ野球実行委員会で、来季のセ・パ交流戦について、現状の24試合制を継続すると決定。現状維持を求めるパ・リーグ側と、18試合制に削減するセ・リーグ側で意見が分かれていた[149]
- 7月8日 - 日本ハムは新外国人選手のジャスティン・トーマスと契約合意したと発表[150]
- 7月9日 - 日本ハムはダスティン・モルケンに戦力外通告、ウエーバー公示にかけたと発表[151]
- 7月9日 - 中日は対阪神戦（沖縄セルラースタジアム那覇）に敗れ、日本プロ野球史上5球団目の球団通算4500敗[152]中日の髙橋聡文が4回に1イニング4奪三振、日本プロ野球史上16人目[153]
- 7月9日 - ロッテの井口資仁が対オリックス戦でNPB通算300二塁打、史上60人目[153]
- 7月9日 - 東京ドームでの楽天対日本ハム戦の観客動員が43683人で、楽天主催試合観客動員の球団最多記録[154]
- 7月10日 - 日本ハム対楽天戦で日本ハムの大谷翔平が4回にプロ入り初本塁打、新人が1年目で勝利投手と本塁打を記録したのは46年ぶり、2リーグ制以降では史上11人目[153]。日本ハムの武田久がNPB通算150セーブ、史上11人目[155]
- 7月11日 - 広島のキラ・カアイフエが対DeNA戦で外国人選手としては初の初出場から3試合連続本塁打[156]
- 7月12日 - DeNAの打撃コーチの波留敏夫が4日に球団社長と口論したとして、球団から罰金100万円処分[157]
- 7月13日 - DeNAの藤井秀悟は対阪神戦で6対0で完封で勝利投手となり、ヤクルト時代の2002年4月18日の対横浜ベイスターズ戦以来4104日ぶりの完封は、藤村富美男の4098日を更新する日本プロ野球新記録[158]
- 7月16日 - 中日の岩瀬仁紀が対広島戦で日本プロ野球史上初の10年連続20セーブを達成[159]
- 7月16日 - 阪神の西岡剛が対巨人戦でNPB通算1000本安打、史上273人目[160]試合は3対8で巨人が勝利し、阪神の2番手で登板した加藤康介が球団史上初の1球敗戦投手[161]
- 7月17日 - DeNAの育成選手の西森将司の支配下選手登録が公示、背番号は66[30]
- 7月21日 - オリックスは昨季は楽天に在籍、2009年にオリックスに在籍した事もあるホセ・フェルナンデスと、新外国人選手として3Aのブラッド・ミルズの獲得を発表[162]
- 7月22日 - 中日は育成選手の井藤真吾を再度支配下選手登録、2010年オフに育成選手となっていた[163]
- 7月22日 - オールスターゲーム第3戦は3対1で全パが勝利し、対戦成績を1勝1敗1分けとした。3試合連続本塁打0は1953年以来60年ぶり[164]。得失点差が0だったため、勝利リーグに与えられるドラフト会議におけるウエーバー順の優先権は抽選で決めることになった[165]
- 7月23日 - 阪神の育成選手の林啓介、狩野恵輔が支配下選手登録公示、背番号はそれぞれ98、99[30]
- 7月24日 - DeNAの三浦大輔が対中日戦（ナゴヤドーム）でNPB通算3000投球回、史上27人目[166]
- 7月24日 - オリックスの金子千尋が対日本ハム戦でNPB通算1000投球回、史上335人目[167]
- 7月24日 - 西武の育成選手の藤澤亨明の支配下選手登録が公示、背番号は73[30]
- 7月25日 - ソフトバンクは新外国人選手のポール・オセゲラの獲得を発表[168]
- 7月25日 - ソフトバンクの甲藤啓介とオリックスの吉野誠の交換トレードが発表[169]
- 7月26日 - 巨人の育成選手の星野真澄の支配下選手登録が公示、背番号は60[30]
- 7月27日 - ロッテの井口資仁が対楽天戦で日米通算2000本安打（NPB1506、MLB494）。日本人による日米通算2000安打は史上5人目[170]
- 7月28日 - 楽天のアンドリュー・ジョーンズが対ロッテ戦で日米通算2000本安打（NPB67、MLB1933）[171]
- 7月28日 - 西武対オリックス戦（西武ドーム）で、6回にオリックスの李大浩の三振の判定に対し李とオリックスの監督の森脇浩司が審判に抗議、李は侮辱行為、森脇は暴力行為をそれぞれ審判にしたとして退場処分[172]
- 7月29日 - オリックスの育成選手の西川拓喜の支配下選手登録が公示、背番号は99[30]
- 7月29日 - 横浜の育成選手の冨田康祐の支配下選手登録が公示、背番号は68[30]
- 7月29日 - オリックスはマイク・シュルツ、スティーブ・ハモンドに戦力外通告[173]
- 7月29日 - ソフトバンクのリハビリ担当コーチの斉藤和巳が現役復帰を断念し、同月31日付で退団すると発表[174]
- 7月29日 - 中日の山崎武司が今季限りでの現役引退を正式表明[174]
- 7月31日 - ロッテの育成選手の黒沢翔太の支配下選手登録が公示、背番号は43[30]
- 7月31日 - ソフトバンクの育成選手のエディソン・バリオスの支配下選手登録が公示、背番号は7[30]

### 8月
- 8月1日 - 中日の高橋周平が対阪神戦（甲子園）で6回1死から満塁本塁打、セ・リーグ史上5人目の10代での満塁本塁打で、19歳6カ月での記録は史上2番目。またこの試合の先発は中日は47歳11カ月の山本昌、阪神は20歳9カ月の岩本輝で年齢差27歳は史上最年長差[175]
- 8月1日 - ソフトバンクの松田宣浩が対オリックス戦でNPB通算100本塁打、史上269人目[175]
- 8月2日 - 楽天の田中将大が対日本ハム戦（札幌ドーム）で日本プロ野球タイ記録の開幕から15連勝[176]
- 8月4日 - 楽天は対日本ハム戦（札幌ドーム）の5回にプロ野球新記録の1イニング7二塁打（銀次、アンドリュー・ジョーンズ、ケーシー・マギー、枡田慎太郎、嶋基宏、岡島豪郎、藤田一也）、4連続二塁打（銀次から枡田まで）はパ・リーグタイ記録、楽天の1試合11二塁打と両チーム1試合13二塁打は日本プロ野球タイ記録。試合は球団新記録の23安打で、先発による全員安打と全員打点を記録した楽天が14対3で球団タイ記録の7連勝。楽天の2番手の宮川将はプロ入り初勝利、育成として入団した選手（6月に支配下登録）が1年目で勝利投手になるのは史上初[177][178][179][180]
- 8月4日 - 審判員の友寄正人が巨人対阪神戦（東京ドーム）で通算3000試合出場、史上19人目[181]
- 8月4日 - ヤクルトのウラディミール・バレンティンが対広島戦（神宮）でNPB通算100本塁打、史上270人目。326試合目での達成は球団最速記録[182]
- 8月5日 - NPBは来季の日程を発表し、セ・パ両リーグが3月28日に4年連続で同時開幕すること、オールスターゲームを4年ぶりに2試合で行うことなどを決めた[183]
- 8月6日 - 7月の月間MVPが発表され、楽天の田中将大がパ・リーグ初の3カ月連続、プロ野球タイ記録の通算10度目の受賞[184]
- 8月6日 - 巨人の内海哲也が対DeNA戦（郡山総合運動場開成山野球場）でNPB通算1500投球回、史上167人目[185]
- 8月7日 - 西武は育成選手のアニェニル・メンドーサとの契約を解除したと発表[186]
- 8月7日 - 日本プロ野球はこの日6本塁打で、シーズン通算882本塁打として、昨年の881本塁打を上回る[187]
- 8月8日 - 西武の涌井秀章が対日本ハム戦（西武ドーム）でNPB通算1000奪三振、史上135人目[188]
- 8月9日 - 楽天の田中将大が対ソフトバンク戦（Kスタ宮城）で日本プロ野球新記録の開幕から16連勝、前年度から日本プロ野球タイ記録の20連勝[189]
- 8月13日 - 巨人は対DeNA戦の8回に高橋由伸が東京ドームでの球団通算2000本塁打[190]
- 8月15日 - 巨人の阿部慎之助が対DeNA戦で捕手として1500試合出場、日本プロ野球史上11人目[190]
- 8月16日 - 楽天の田中将大が対西武戦（西武ドーム）第15回戦で日本プロ野球新記録の21連勝[191]。昨季からの連勝を21に伸ばし、鉄腕・稲尾和久が持っていたプロ野球記録を更新した[192]。
- 8月18日 - 中日の和田一浩が対巨人戦でNPB通算350二塁打、史上37人目[190]
- 8月19日 - 広島のニック・スタビノアの自由契約選手が公示[56]
- 8月22日 - 今年度のドラフト会議でのウエーバー優先権がパ・リーグに与えられる事が決まった。オールスターが1勝1敗1分で、得失点差が0だった為、抽選で決めるとしていた[193]
- 8月22日 - ヤクルトのウラディミール・バレンティンが対巨人戦（神宮）で球団新記録のシーズン45本塁打[194]
- 8月22日 - ロッテは対西武戦(QVCマリン)の3回に、井口資仁と鈴木大地がそれぞれ満塁本塁打。2満塁本塁打が1イニングで出たのは史上5度目、1試合では史上23度目[195]
- 8月22日 - 日本ハムの武田久が対楽天戦でNPB通算500試合登板、史上89人目。先発登板無しで達成は史上3人目[195]
- 8月24日 - DeNAの鶴岡一成が対巨人戦（横浜）で8回の打席で、山口鉄也から日本プロ野球タイ記録の1打席19球の末、三振。史上3人目でセ・リーグでは初[196]
- 8月25日 - DeNA対巨人戦（横浜）で、3回に巨人はホセ・ロペスが日本プロ野球史上初の球団通算9500本塁打[197]4回にはDeNAの梶谷隆幸が球団新記録の月間26得点[198]
- 8月25日 - 阪神の日高剛が対中日戦でNPB通算1500試合出場、史上179人目[195]
- 8月26日 - ヤクルトの宮本慎也が今季限りでの現役引退を表明[199]
- 8月28日 - この日、楽天が対オリックス戦に勝利し、ソフトバンクが対ロッテ戦で敗れた事で、楽天に球団史上初のリーグ優勝へのマジックナンバー28が点灯[200]
- 8月28日 - オリックスの平野恵一が対楽天戦でNPB通算1000安打、史上274人目[201]
- 8月28日 - ヤクルト対中日戦（神宮）でヤクルトのウラディミール・バレンティンが日本プロ野球新記録の月間17本塁打[202]中日の山本昌が48歳以上としては日本プロ野球史上2人目、先発では史上初の勝利投手となる[203]
- 8月31日 - 巨人対中日戦（東京ドーム）で巨人の村田修一がセ・リーグ新記録の月間46安打[204]中日の田島慎二が日本プロ野球史上34人目の1球で勝利投手[203]
- 8月31日 - 阪神の藤浪晋太郎が対広島戦（甲子園）で勝利投手となり、セ・リーグ史上5人目、1967年の江夏豊以来46年ぶりの高卒新人10勝[205]

### 9月
- 9月2日 - 西武のブライアン・シコースキーが自由契約選手として公示[56]
- 9月4日 - ソフトバンク対日本ハム戦（東京ドーム）は延長12回、9対7でソフトバンクが勝利。試合時間6時間1分は、パ・リーグ史上最長、延長12回制では日本プロ野球史上最長。2日がかりの試合はパ・リーグでは初。この試合、ソフトバンクは10人、日本ハムは8人の投手を起用、合計18人起用はパ・リーグ新記録[206][207]。日本ハムの宮西尚生がパ・リーグ新記録の入団から6年連続50試合登板[208]
- 9月5日 - 日本ハムはマイカ・ホフパワーの退団を発表[209]
- 9月6日 - 8月の月間MVPが発表され、パ・リーグの投手部門で楽天の田中将大がいずれも日本プロ野球初となるシーズン4度、4カ月連続、通算11度目の受賞（いずれもイチローの記録を更新）。セ・リーグの投手部門は阪神の藤浪晋太郎が高卒新人では1987年8月の近藤真一以来、26年ぶりに受賞[210]
- 9月6日 - 楽天の田中将大が対日本ハム戦（Kスタ宮城）で、日本プロ野球タイ記録のシーズン20連勝[211]
- 9月7日 - 阪神の桧山進次郎が今季限りでの現役引退を表明[212]
- 9月7日 - この日、巨人のクライマックスシリーズ進出が決定、CSが導入された2007年以降7年連続で今季両リーグで初[213]
- 9月9日 - ヤクルトの藤本敦士が今季限りでの現役引退を表明[214]
- 9月9日 - ロッテの益田直也が対西武戦（QVCマリン）でシーズン60試合登板。新人から2年連続は史上4人目。この試合の観客動員数は6729人で、実数発表となった2005年以降では最少[215]
- 9月2日 - 中日のブラッドリー・バーゲセンが自由契約選手として公示[56]
- 9月10日 - 中日の岩瀬仁紀が対阪神戦（甲子園）で15年連続50試合登板、自身がもつNPB記録を更新[216]
- 9月11日 - ヤクルトのウラディミール・バレンティンが対広島戦（神宮）で6回裏に大竹寛から日本プロ野球タイ記録、史上4人目のシーズン55本塁打となる右越えソロ本塁打を放つ、122試合目での到達は最速[217]
- 9月13日 - 楽天の田中将大が対オリックス戦（Kスタ宮城）で日本プロ野球新記録のシーズン21連勝[218]
- 9月15日 - NPBは前日のヤクルト対阪神戦（神宮）で乱闘となり、退場処分となった阪神のマット・マートンとヤクルトの相川亮二に対し、共に厳重注意と罰金15万円。シーズン2度目の退場処分となったマートンに1試合の出場停止処分[219]
- 9月15日 - ヤクルトのウラディミール・バレンティンが対阪神戦（神宮）第20回戦の1回裏の第1打席で榎田大樹から右中間へシーズン本塁打の日本プロ野球新記録を更新する56号2ラン本塁打、続く3回裏の第2打席で同じく榎田からシーズン本塁打のアジア野球新記録となる57号ソロ本塁打を放ち、李承燁（元巨人）が持っていたアジア記録も更新[220]。
- 9月16日 - 西武ドームでの西武対ロッテ戦が台風18号の接近に伴い、観客の安全確保が困難として試合中止。西武ドームで屋根つきとなってからの天候悪化を理由とした試合中止は史上5度目[221]
- 9月18日 - 中日の岩瀬仁紀が対巨人戦（ナゴヤドーム）で佐々木主浩の日米通算記録を抜く日本人最多の382セーブ[222]
- 9月18日 - 楽天の松井稼頭央が対ソフトバンク戦（Kスタ宮城）で日本プロ野球通算350二塁打、史上38人目[223]
- 9月19日 - 日本野球機構のコミッショナーの加藤良三が、この日の12球団オーナー会議の席上にて一連の統一球問題を受けて、日本シリーズ開幕前日となる10月25日までにコミッショナーを辞職することを表明[224]
- 9月19日 - ロッテの小野晋吾が今季限りでの現役引退を発表[225]
- 9月19日 - 巨人の山口鉄也が対中日戦（ナゴヤドーム）で自己のNPB記録を更新する6年連続60試合登板[226]
- 9月21日 - 楽天の田中将大が対日本ハム戦（札幌ドーム）でシーズン勝利の球団新記録で日本プロ野球では31年ぶりの22勝。また日本プロ野球タイ記録の15連続登板試合勝利投手[227]
- 9月21日 - ヤクルトの藤本敦士が対阪神戦（甲子園）でNPB通算1000試合出場、史上459人目[228]
- 9月22日 - この日、2位の阪神がヤクルトに敗れた為、巨人の2年連続35度目のセ・リーグ優勝が決定[229]
- 9月22日 - この日、楽天のクライマックスシリーズ進出が決定、4年ぶり2度目[230]
- 9月23日 - 阪神が対ヤクルト戦（甲子園）に勝利し、3年ぶりに阪神のクライマックスシリーズ進出が決定[231]
- 9月23日 - ソフトバンクの今宮健太が対ロッテ戦（QVCマリン）でパ・リーグタイ記録のシーズン58犠打[232]
- 9月23日 - 楽天が対日本ハム戦（札幌ドーム）に勝利し、球団新記録のシーズン78勝[233]
- 9月24日 - 西武の石井一久が今季限りでの現役引退を表明[234]
- 9月24日 - イースタン・リーグはヤクルトが楽天に勝利し、ヤクルトの優勝が決定。またウェスタン・リーグは2位の広島が中日と引き分けたため、ソフトバンクの優勝が決定[235]
- 9月24日 - ヤクルトの石川雅規が対巨人戦（神宮）でNPB通算2000投球回、史上86人目[236]
- 9月25日 - 日本ハムはボビー・ケッペルの退団を発表[237]
- 9月25日 - NPBコミッショナーは前日のヤクルト対巨人戦（神宮）で三振の判定を不服として、審判に暴言を吐いて退場処分となったヤクルトのウラディミール・バレンティンに制裁金10万円と厳重注意処分を科した[238]
- 9月25日 - 広島が対中日戦（ナゴヤドーム）に2対0で勝利し、16年ぶりのAクラスと、球団史上初のクライマックスシリーズ進出が決定。中日は12年ぶりのBクラスが確定[239]
- 9月25日 - ソフトバンクの今宮健太が対オリックス戦（ヤフオクドーム）で9回1死一塁の場面で、パ・リーグ新記録のシーズン59犠打[240]
- 9月26日 - この日、2位のロッテが対日本ハム戦（札幌ドーム）に敗れ、楽天が対西武戦（西武ドーム）に勝利した事で、楽天が球団創設9年目で初のパ・リーグ優勝達成。9回、楽天の田中将大がリリーフで登板しセーブを記録した事により、田中の連続登板勝利記録は15でストップ。星野仙一は日本プロ野球史上3人目の3球団でのリーグ優勝監督[241][242]。西武の浅村栄斗が日本プロ野球史上最年少タイの23歳でシーズン100打点[243]
- 9月26日 - 巨人の西村健太朗が対ヤクルト戦（神宮）で球団新記録のシーズン42セーブ[244]
- 9月26日 - 広島の菊池涼介が対中日戦（ナゴヤドーム）で4回に日本プロ野球新記録の二塁手で497補殺（この日はこの後499とした）[245]
- 9月26日 - DeNAの梶谷隆幸が対阪神戦（甲子園）で球団通算7000本塁打[246]
- 9月26日 - 日本ハムの宮西尚生が対ロッテ戦（札幌ドーム）でパ・リーグ新記録の11連続ホールド[208]
- 9月27日 - 広島の前田智徳が今季限りでの現役引退を表明[247]
- 9月27日 - DeNAのアレックス・ラミレスが戦力外通告を受ける。高田繁GMが明らかにした[248]。
- 9月28日 - ソフトバンクの本多雄一が対西武戦（ヤフオクドーム）でNPB通算1000安打、史上275人目[249]
- 9月28日 - 広島の菊地原毅が今季限りでの現役引退を発表[250]
- 9月28日 - 日本ハムの中嶋聡が対オリックス戦（京セラドーム）で今季初出場し、野村克也を抜き、野手では日本プロ野球史上最長の実働27年[251]
- 9月29日 - 日本ハムの小谷野栄一が対オリックス戦でNPB通算1000試合出場、史上460人目i[252]
- 9月29日 - DeNAは篠原貴行の今季限りでの現役引退を発表[253]
- 9月29日 - ロッテは薮田安彦の今季限りでの現役引退を発表[254]
- 9月29日 - ソフトバンクの長谷川勇也が対西武戦（ヤフオクドーム）で球団新記録のシーズン通算191安打[255]
- 9月30日 - DeNAのトニ・ブランコが対ヤクルト戦（神宮）でNPB通算150本塁打、史上159人目[256]
- 9月30日 - 楽天が対オリックス戦で延長12回を0対0で引き分け、球団タイ記録の3試合連続無得点[257]

### 10月
- 10月1日 - 日本ハムは榊原諒、糸数敬作、若竹竜士、植村祐介に戦力外通告した事を発表[258]
- 10月1日 - 阪神は林威助、林啓介、野原将志、橋本良平、清原大貴、黒田祐輔、藤井宏政に戦力外通告した事を発表[259]
- 10月1日 - 広島は岸本秀樹、弦本悠希、伊東昂大、申成鉉と、育成選手の富永一、山野恭介、塚田晃平、中谷翼、中村真崇、三家和真に戦力外通告した事を発表[260]
- 10月1日 - 巨人は辻内崇伸、岸敬祐、林羿豪と、育成選手の松冨倫、渡辺貴洋に戦力外通告した事を発表[261]
- 10月1日 - ヤクルトは太田裕哉、ラファエル・フェルナンデス、水野祐希に戦力外通告した事を発表[262]
- 10月1日 - DeNAは小池正晃の今季限りでの現役引退と[263]、二軍の打撃コーチの高木由一、外野守備コーチの中根仁に来季の契約を結ばない事をそれぞれ発表[264]
- 10月1日 - オリックスは育成選手の柿原翔樹と稲倉大輝に戦力外通告した事を発表[265]
- 10月2日 - DeNAはアレックス・ラミレスと来季の契約を結ばない事を発表[266]
- 10月2日 - 西武は坂元弥太郎と星秀和に戦力外通告した事を発表[267]
- 10月2日 - 中日は清水昭信、関啓扶、前田章宏、吉田利一に戦力外通告した事を発表[268]
- 10月2日 - 巨人の古城茂幸が今季限りでの現役引退を発表[269]
- 10月2日 - 西武は嶋重宣の今季限りでの現役引退を発表[270]
- 10月2日 - 臨時オーナー会議でコミッショナー人事について、後任が決まらない場合はオリックスの球団オーナーで会議の議長の宮内義彦が暫定的に代行に就く事で合意
- 10月2日 - 広島の横山竜士が対阪神戦でNPB通算500試合登板、史上90人目[257]
- 10月3日 - ロッテは吉見祐治、橋本健太郎、山本徹矢、山室公志郎、青野毅、工藤隆人に戦力外通告したことを発表。またディッキー・ゴンザレス、ジョシュ・ホワイトセルと来季の契約を結ばない事も発表[271]
- 10月3日 - DeNAは牛田成樹、安斉雄虎、細山田武史と、育成選手の松下一郎に戦力外通告したことを発表[272]
- 10月3日 - 日本ハムは二岡智宏に戦力外通告した事を発表[273]
- 10月3日 - 中日は川上憲伸に戦力外通告した事を発表[274]
- 10月3日 - 巨人は二軍の打撃コーチの岸川勝也とバッテリーコーチの野村克則の今季限りでの退団を発表[275]
- 10月3日 - この日、セ・リーグの全順位が確定[276]
- 10月4日 - 楽天は星野智樹、藤原紘通、橋本義隆、井上雄介、加藤貴大、木村謙吾、山本大明、勧野甲輝、定岡卓摩、川口隼人に戦力外通告した事を発表[277]
- 10月4日 - 西武はクリス・カーターとライアン・スピリーをウェーバー公示にかけた事を発表[278]
- 10月4日 - 中日はそれぞれ二軍の監督の鈴木孝政、総合コーチ兼打撃コーチの宇野勝、投手コーチの高橋三千丈、打撃コーチの川又米利、内野守備走塁コーチの前原博之、育成コーチの早川和夫と来季の契約を結ばない事を発表[279]
- 10月4日 - DeNAは森本稀哲に戦力外通告をした事を発表[280]
- 10月4日 - ソフトバンクが対日本ハム戦（札幌ドーム）で4対5で敗れた為、この日試合のなかったロッテの3年ぶりのクライマックスシリーズ進出が決定[281]
- 10月4日 - ヤクルトのウラディミール・バレンティンが対阪神戦（神宮）でランディ・メッセンジャーから日本プロ野球史上初のシーズン60本塁打[282]
- 10月5日 - 日本ハムの岩舘学が今季限りでの現役引退を発表[283]
- 10月5日 - オリックスはミンチェに来季の契約を結ばない事を通達したと発表[284]
- 10月5日 - 阪神はそれぞれ二軍の投手コーチの藪恵壹、打撃コーチの河村健一郎、トレーニングコーチの続木敏之と来季の契約を結ばない事を発表[285]
- 10月5日 - DeNAの三浦大輔が対中日戦（ナゴヤドーム）でNPB通算500試合登板、史上91人目[286]
- 10月5日 - 西武が対楽天戦（Kスタ宮城）に2対1で勝利した事で、西武の4年連続クライマックスシリーズ出場が決定[286]。この試合の観客動員は22581人で、観客動員の球場最多記録となった[154]
- 10月6日 - 日本ハムが対西武戦（札幌ドーム）に敗れ、12年ぶりの最下位が確定。前年リーグ優勝のチームが最下位になるのは32年ぶり[287]西武の涌井秀章が球団新記録の10試合連続登板で、6試合連続セーブは日本プロ野球タイ記録で史上5人目、6日間連続セーブは日本プロ野球タイ記録で史上2人目[288]
- 10月6日 - ファーム日本選手権はソフトバンクがヤクルトに4対3で勝利し、5年ぶり2度目の日本一達成、MVPは田上秀則[289]
- 10月7日 - オリックスは鴨志田貴司、髙橋秀聡、松本幸大、野中信吾に戦力外通告をした事を発表[290]
- 10月7日 - ソフトバンクは中原恵司、南貴樹、坂田将人と、育成選手の下沖勇樹、飯田一弥に戦力外通告と、二軍の外野守備走塁コーチの高波文一と外野守備走塁コーチの前田忠節と来季の契約を結ばない事を発表[291]
- 10月8日 - 中日の高木守道の監督の退任が球団オーナーに正式に承認され、高木はこの日会見を行った[292]
- 10月8日 - ヤクルトは中根佑二、松井光介、藤田太陽、正田樹、水田圭介、楠城祐介に戦力外通告した事を発表[293]
- 10月8日 - この日、セ・リーグの公式戦今季全日程が終了。シーズン本塁打日本プロ野球新記録を樹立したヤクルトのウラディミール・バレンティンは60本塁打に終わり[294]、シーズン長打率を.779として、日本プロ野球新記録を樹立[295]
- 10月8日 - クライマックスシリーズファーストステージの本拠地開催がかかった、共にシーズン最終戦の西武ドームでの2位の西武と3位のロッテとの試合は10対2で西武が勝利し、それぞれの順位と西武ドームでのCS開催が確定した[296]
- 10月9日 - ヤクルトは投手コーチの荒木大輔、外野守備・走塁コーチの飯田哲也、バッテリーコーチの中西親志の退団を発表[297]
- 10月9日 - ソフトバンクは山本省吾と吉野誠に戦力外通告をした事を発表[298]
- 10月9日 - ソフトバンクの田上秀則が今季限りでの現役引退を発表[299]
- 10月9日 - DeNAは福田岳洋と嶋村一輝に戦力外通告をした事を発表[300]また、チーフコーチ兼打撃コーチの高木豊、投手コーチの友利結、打撃コーチの波留敏夫と来季の契約を結ばない事を発表[301]
- 10月9日 - 中日は谷繁元信が選手兼任で監督に、ゼネラルマネジャーに元中日監督の落合博満、球団社長に中日新聞社常務取締役広告担当の佐々木崇夫がそれぞれ就任する事を発表した[302]
- 10月10日 - DeNAは来季のコーチに篠原貴行、小池正晃の就任を発表[303]
- 10月11日 - ソフトバンクはヘッドコーチの大石大二郎と投手コーチの高山郁夫の今季限りでの退団を発表[304]
- 10月11日 - ロッテはTwitterで三鷹市で起きた女子高生刺殺事件に関連すると見られる不適切な発言をしたとして、神戸拓光をキャンプ地から呼び戻して自宅謹慎処分とした[305]
- 10月12日 - パ・リーグのクライマックスシリーズのファーストステージ、西武対ロッテ（西武ドーム）第1戦は、11対1でロッテが勝利し、ロッテの西野勇士が育成出身選手としては史上初のCSで勝利投手[306]またロッテの加藤翔平がCS初打席で初本塁打を記録、加藤は今年5月にシーズン公式戦初打席初本塁打を放っており、両方で記録は日本プロ野球史上初[307]ロッテの11長打（3本塁打、2三塁打、5二塁打）はプレーオフ新記録[308]
- 10月13日 - セ・リーグのクライマックスシリーズのファーストステージ、阪神対広島第2戦（甲子園）は、広島が阪神に7対4で勝利し2勝0敗でファイナルステージ進出決定[309]シーズン勝率5割未満のチームがファイナルステージに進出するのは史上初[310]。阪神の桧山進次郎が9回裏に代打でプレーオフ史上最年長記録（44歳）の2ラン本塁打[311]
- 10月13日 - この日、パリーグのシーズン公式戦全日程が終了した。楽天の田中将大が連勝記録を続けたまま最多勝、最優秀防御率、勝率第1位投手を獲得、史上初のシーズン無敗（24勝0敗1セーブ）での最多勝獲得となった[312]。日本ハムの陽岱鋼が球団史上初の盗塁王を獲得[313]
- 10月14日 - 日本ハムは内野守備走塁コーチの三木肇の退団を発表[314]
- 10月14日 - 阪神はチーフ打撃コーチの水谷実雄が球団に辞任を申し入れ、退団した事を発表[315]
- 10月14日 - オリックスは打撃コーチの石嶺和彦と来季の契約を結ばない事を発表した[316]
- 10月14日 - パ・リーグのクライマックスシリーズのファーストステージ、西武対ロッテ第3戦は（西武ドーム）、ロッテが4対1で勝利し2勝1敗でファイナルステージ進出決定[317]
- 10月14日 - ソフトバンクは3軍統括コーチ兼ファーム内野守備チーフコーチに水上善雄の就任と、三軍監督の小川史の一軍ヘッドコーチへの就任を発表した[318]
- 10月15日 - 西武の監督の渡辺久信が球団に辞任を申し入れて了承され、辞任会見を行った[319]また西武は、作戦コーチ兼バッテリーコーチの光山英和と打撃コーチの安部理と来季の契約を結ばない事を発表[320]
- 10月15日 - ソフトバンクはブライアン・ファルケンボーグ、ビセンテ・パディーヤ、陽耀勲、ウィリー・モー・ペーニャの退団を発表[321]。また二軍投手コーチの加藤伸一の一軍投手コーチへの就任を発表[322]
- 10月15日 - 中日は投手コーチの今中慎二、捕手コーチの長谷部裕、打撃コーチの彦野利勝と井上一樹、外野守備走塁コーチの平野謙、二軍捕手コーチの金田進と来季の契約を結ばない事を発表[323]
- 10月16日 - 日本ハムは二軍バッテリーコーチの福沢洋一の退団を発表[324]
- 10月17日 - 西武は監督を退任した渡辺久信のシニアディレクター就任を発表[325]。また、二軍投手コーチの橋本武広と来季の契約を結ばない事を発表した[326]
- 10月17日 - DeNAはゼネラルマネージャー補佐に、今季二軍監督だった山下大輔が就任することを発表[327]。また、DeNAから今季戦力外通告を受けた嶋村一輝が現役引退を表明し、同チームのコーチに就任する事を発表した[328]
- 10月17日 - ソフトバンクは二軍投手コーチに山内孝徳が就任する事を発表[329]
- 10月17日 - セ・リーグクライマックスシリーズファイナルステージの第1戦、巨人対広島戦（東京ドーム）で巨人の菅野智之が3安打11奪三振の内容で、セ・リーグCS史上初の完投、完封勝利。スコアは3対0[330]
- 10月18日 - ヤクルトは二軍投手コーチの加藤博人の退団を発表[331]
- 10月18日 - DeNAは進藤達哉とコーチ（ポジション未定）の契約を結んだ事を発表[332]
- 10月18日 - セ・リーグクライマックスシリーズファイナルステージの第3戦（東京ドーム）は巨人が広島に3対1で勝利し、巨人が4勝0敗で日本シリーズ進出決定[333]。セCSのMVPは巨人の菅野智之が選ばれた[334]
- 10月19日 - 阪神の内野守備走塁コーチの久慈照嘉が退団[335]
- 10月20日 - ロッテは二軍打撃コーチの長嶋清幸が辞意を申し入れ、退団する事を発表[336]
- 10月21日 - パ・リーグクライマックスシリーズ、楽天対ロッテ第4戦（Kスタ宮城）が雨天で試合中止、ポストシーズンでは9年ぶり、プレーオフ、CSでの試合中止は31年ぶり、現行の方式となった2004年以降では初[337]
- 10月21日 - 阪神は浅井良と穴田真規に戦力外通告をした事を発表[338]。GM付育成&打撃コーディネーターに掛布雅之[339]、内野守備走塁コーチに高代延博がそれぞれ就任する事を発表[340]
- 10月21日 - ソフトバンクの球団社長兼オーナー代行の笠井和彦が、肺カルチノイドで死去[341]
- 10月21日 - パ・リーグクライマックスシリーズファイナルステージ、楽天対ロッテ第4戦（Kスタ宮城）は楽天が8対5でロッテに勝利し、4勝1敗で初の日本シリーズ進出が決定[342]
- 10月21日 - 12球団臨時オーナー会議が開かれ、退任するコミッショナー加藤良三の後任人事がまとまらず、12月31日までオリックスのオーナーの宮内義彦が代行を務めることになった[343]
- 10月22日 - 西武は新監督に2002年から2年間、西武の監督を務めた伊原春樹が10年ぶりに復帰する事を発表[344]。一軍の投手コーチに清川栄治と石井丈裕、同打撃コーチに宮地克彦、二軍の投手コーチに杉本正、同守備・走塁コーチに嶋重宣がそれぞれ就任する事を発表[345]。また投手コーチの石井貴が退団を申し入れ、了承した事も発表[346]
- 10月22日 - 中日はコーチ陣を発表し、一軍ヘッドコーチに森繁和、二軍監督兼打撃コーチに佐伯貴弘、（以下一、二軍未定）投手コーチに友利結、打撃コーチに波留敏夫、バッテリーコーチに達川光男、内野守備走塁コーチに辻発彦がそれぞれ就任[347]
- 10月22日 - ロッテは神戸拓光がTwitterで不適切な発言をしていたとされる問題で、発言は神戸が委託していたTwitter管理人が独自に作成、掲載したもので神戸は認知してなかったと発表し、神戸に10月31日までの自宅謹慎を申しつけた[348]
- 10月23日 - ロッテは二軍バッテリーコーチの山中潔と来季の契約をしない事を発表[349]
- 10月23日 - 巨人は高木康成と野間口貴彦を自由契約を通知した事を発表[350]
- 10月23日 - ヤクルトは来季のコーチ陣を発表し、高津臣吾の一軍投手コーチへの就任と、二軍監督の真中満が一軍チーフ打撃コーチになった[351]
- 10月24日 - プロ野球ドラフト会議が行われ、桐光学園の松井裕樹は5球団競合で楽天が、九州共立大学の大瀬良大地は3球団競合で広島がそれぞれ交渉権を獲得[352]
- 10月25日 - 日本ハムは投手コーチの島崎毅と来季の契約を結ばない事と、同チーム統轄本部プロスカウトに就任した事を発表[353]
- 10月25日 - 日本プロ野球のコミッショナーの加藤良三がこの日をもって辞任[354]
- 10月25日 - NPBは今年のドラフト会議で巨人から育成2位で指名された大阪経済大学の長江翔太がプロ志望届を提出していなかった件について、日本学生野球協会が退部届を受理していたことを確認できたので交渉権が確定したと発表[355]
- 10月26日 - 日本ハムは投手コーチに厚澤和幸、二軍バッテリーコーチに的場直樹が就任した事を発表[356]
- 10月26日 - ソフトバンクは金澤健人、有馬翔、福元淳史、中西健太と、育成選手の蕭一傑、大立恭平、豊福晃司、柴田亮輔に戦力外通告をした事を発表[357]
- 10月26日 - 楽天と巨人の日本シリーズがKスタ宮城で開幕。東北地方で初の日本シリーズの試合開催となり、楽天が球団初の日本シリーズでの試合となった。楽天の則本昂大が新人としては61年ぶりに日本シリーズの第1戦で先発。試合は2対0で巨人が勝利[358]
- 10月27日 - オリックスは横山徹也と梶本勇介に戦力外通告をした事を発表[359]
- 10月27日 - 日本シリーズ第2戦は楽天が田中将大の日本シリーズ史上3人目となる毎回奪三振などで2対1で勝利し、日本シリーズ球団初勝利。巨人は9回表に坂本勇人が日本シリーズ史上初の球団通算1000三振[360]
- 10月28日 - ソフトバンクは来季のコーチ陣を発表。二軍監督に石渡茂、二軍内野守備走塁コーチに稲嶺誉、三軍外野守備走塁コーチに村松有人が就任[361]
- 10月28日 - 中日は柳田殖生に戦力外通告した事を発表[362]
- 10月28日 - ロッテは二軍打撃コーチに山下徳人が就任した事を発表[363]
- 10月28日 - 日本ハムは内野守備走塁コーチ兼作戦担当に白井一幸が就任した事を発表[364]
- 10月28日 - 広島は新外国人選手のザック・フィリップスと契約合意した事を発表[365]
- 10月28日 - 阪神は二軍チーフ兼打撃コーチに古屋英夫が就任した事を発表[366]
- 10月28日 - 沢村栄治賞の選考委員会が開かれ、楽天の田中将大が2年ぶり2度目の選出[367]。8月に委員長の土橋正幸が死去したことに伴い、堀内恒夫を新委員長に、工藤公康を土橋の後任委員にそれぞれ選出した[368]
- 10月29日 - 西武は山本淳と岳野竜也に戦力外通告をした事を発表[369]
- 10月29日 - 日本ハムは秋季キャンプに参加し入団テストをしていたホアン・ミランダと契約が合意した事を発表[370]。また打撃コーチの渡辺浩司と来季のコーチ契約を結ばず、チーム統轄本部プロスカウトへの就任を発表[371]
- 10月29日 - DeNAはケビン・モスカテルと育成選手で契約合意した事を発表[372]。また吉川輝昭と内藤雄太に戦力外通告をした事を発表[373]
- 10月29日 - オリックスは二軍監督の弓岡敬二郎と来季の契約を結ばない事を発表[374]
- 10月29日 - 明治神宮野球場が耐震補強工事に伴う確認で、両翼まで101メートルでなく、97.5メートルだった事が判明（中堅まではこれまでどおりの120メートル）[375]
- 10月30日 - オリックスは辻俊哉に戦力外通告をした事を発表[376]。またコーチ陣を発表し、打撃コーチに長内孝、投手コーチに高山郁夫が就任[377]
- 10月30日 - 日本ハムはジャスティン・トーマスの退団を発表[378]
- 10月30日 - 日本シリーズの第4戦（東京ドーム）で、楽天の宮川将が4回裏に巨人の寺内崇幸に頭部への死球で危険球退場処分。日本シリーズでの退場は史上3人目で、危険球での退場は史上2人目[379]。試合は6対5で巨人が勝利。また、試合前にはこの日に亡くなった事が判明した元巨人監督の川上哲治への追悼の黙祷と、喪章がつけられた[380]

### 11月
- 11月1日 - 広島は背番号の変更を発表し、篠田純平を14から21へ、丸佳浩を63から9へ、齊藤悠葵を21から36へ、上野弘文を12から41にそれぞれ変更した[381]、また育成選手の池ノ内亮介を支配下登録した事を発表（背番号は121から68に）[382]
- 11月1日 - ロッテはコーチ陣を発表し、二軍投手コーチの川越英隆が一軍投手コーチに、一軍投手コーチの斉藤明雄が二軍投手コーチにそれぞれ配置転換[383]
- 11月2日 - 日本シリーズの第6戦（Kスタ宮城）が行われ、巨人が4対2で楽天に勝利し3勝3敗のタイとした。楽天の田中将大が4失点完投で敗戦投手となり、NPB公式戦では前年8月19日の対西武戦以来、この年初めての敗戦投手となり[384]連勝は30でストップ[385][386][68]
- 11月3日 - 日本シリーズの第7戦（Kスタ宮城）が行われ、楽天が3対0で巨人に勝利し4勝3敗で初出場で初優勝達成。星野仙一は選手時代も含めて初めての日本シリーズで優勝[387][388]。MVPは楽天の美馬学[389][390]。
- 11月4日 - 中日は井端弘和に戦力外通告したことを発表[391]
- 11月4日 - 巨人は谷佳知と高口隆行に戦力外通告したことを発表、また髙橋洸を自由契約にした事を発表[392]
- 11月4日 - 楽天は加藤大輔に戦力通告したことを発表[393]
- 11月4日 - ロッテは渡辺俊介のMLBへの挑戦の希望をうけて、来季の契約をしない事を発表[394]
- 11月5日 - 楽天は二軍内野守備走塁コーチの小坂誠から退団の申し出があり、受理した事を発表[395]
- 11月7日 - ゴールデングラブ賞が発表され、日本一の楽天からは3人が選出、球団別では最多は巨人の4人。初受賞は8人、最多受賞はオリックスの糸井嘉男が外野手で通算5度目[396]
- 11月8日 - 巨人は来季のコーチ陣を発表、戦略コーチの橋上秀樹が打撃コーチ、打撃コーチの江藤智が二軍打撃コーチ、後藤孝志が二軍育成コーチにそれぞれ就任[397]
- 11月10日 - DeNAは中日から戦力外となった柳田殖生の獲得を発表[398]
- 11月10日 - ソフトバンクは新外国人選手のバーバロ・カニザレスの獲得を発表[399]
- 11月11日 - ヤクルトは中澤雅人の背番号を14から54へ変更したことを発表[400]
- 11月11日 - 阪神は島本浩也、原口文仁、阪口哲也と育成選手として再契約したことを発表[401]
- 11月11日 - 正力松太郎賞に楽天の監督の星野仙一、特別賞に楽天の田中将大を選出[402]
- 11月12日 - 日本ハムは新外国人選手のマイケル・クロッタ、ルイス・メンドーサとの契約合意を発表[403]
- 11月12日 - 楽天は西村弥を支配下選手から育成選手に変更することを発表。また井坂亮平、神保貴宏、木村謙吾と育成選手として再契約したことを発表[404]
- 11月12日 - 巨人は髙橋洸、荻野貴幸、和田凌太、成瀬功亮と育成選手として再契約したことを発表[405]
- 11月12日 - ヤクルトは佐藤貴規、中根佑二と育成選手として再契約したことを発表[406]
- 11月13日 - 日本ハムはブライアン・ウルフの退団を発表[407]。また来季の一軍打撃コーチに柏原純一と林孝哉、ファーム内野守備コーチに小坂誠がそれぞれ就任することを発表[408]
- 11月14日 - 阪神はロッテを戦力外となった吉見祐治の入団を発表[409]
- 11月14日 - オリックスは李大浩との来季の契約についての交渉が決裂し、退団することを球団本部長が明らかにした。年俸面で合意が得られなかったため[410]
- 11月14日 - FA選手が公示され、国内FAが大竹寛(広島)、涌井秀章（西武）、片岡治大（西武）、鶴岡慎也（日本ハム）、久保康友（阪神）、中田賢一（中日）、山崎勝己（ソフトバンク）の7名。海外FAは小笠原道大（巨人）[411]
- 11月15日 - 巨人の市川友也の日本ハムへのトレードが発表[412]
- 11月15日 - 日本ハムの加藤政義とDeNAの佐藤祥万の交換トレードの成立が発表[413]
- 11月16日 - オリックスは日本ハムを戦力外になった榊原諒を育成選手として、巨人の育成選手の丸毛謙一を支配下登録選手としてそれぞれ獲得したことを発表[414]
- 11月17日 - オリックスは二軍監督に、今年ベースボール・チャレンジ・リーグの信濃グランセローズの監督をつとめた岡本哲司の就任を発表[415]
- 11月18日 - ロッテはウィル・レデズマと来季の契約を結ばないことを発表[416]
- 11月19日 - 中日は10月に戦力外通告した川上憲伸との再契約を発表[417]
- 11月19日 - 西武はDeNAを戦力外になった森本稀哲の獲得を発表[418]
- 11月19日 - DeNAは鄭凱文と来季の契約を結ばないことを発表[419]
- 11月19日 - 台湾で行われているアジアシリーズに出場の楽天が準決勝の対統一セブンイレブン・ライオンズ戦（中華職業棒球大聯盟）に1対4で敗れ、日本チームとして初の準決勝敗退[420]
- 11月20日 - 中日はロッテを戦力外となり、秋季キャンプに参加していた工藤隆人との契約を結んだことを発表[421]
- 11月20日 - DeNAは黒羽根利規の背番号を59から9へ、同じく梶谷隆幸を63から3へ、多村仁志を52から8へそれぞれ変更することを発表[422]
- 11月21日 - DeNAはティム・コーコランと来季の契約を結ばないことを発表[423]
- 11月21日 - ソフトバンクは育成選手の猪本健太郎と拓也を支配下登録したことを発表。背番号は猪本が68、拓也が62[424]
- 11月21日 - ロッテは巨人を戦力外となった岸敬祐と、元日本ハムで今季は四国アイランドリーグplusの愛媛マンダリンパイレーツに所属の金森敬之を育成選手で獲得したことを発表、また秋季キャンプに参加していたチャッド・ハフマンの合格も発表[425]
- 11月21日 - セ・パ両リーグの今季のベストナインが発表され、パの投手部門は楽天の田中将大が投手では24年ぶりに満票で、2年ぶり2度目の受賞。初受賞は7人で、最多は巨人の阿部慎之助が7年連続8度目の受賞[426]
- 11月22日 - 阪神は新外国人選手としてマウロ・ゴメス[427]と、韓国野球委員会の三星ライオンズの呉昇桓との契約合意を発表[428]
- 11月22日 - 楽天は来季のコーチ陣を発表、草野大輔が二軍打撃コーチに就任[429]
- 11月22日 - 西武は背番号の変更を発表。菊池雄星が17から16へ、川崎雄介が44から34へ、鬼崎裕司が56から4へ、美沢将が4から44にそれぞれ変更[430]
- 11月22日 - ゴールデンスピリット賞に今年ヤクルトを現役引退した宮本慎也が受賞[431]
- 11月23日 - 楽天の田中将大の今季シーズン開幕戦からの24連勝と、前年8月からの28連勝と、これにポストーシーズンの2勝を含めた30連勝がいずれもギネス世界記録に認定[432]
- 11月25日 - 両リーグの新人王が発表され、セ・リーグのヤクルトの小川泰弘、パ・リーグは楽天の則本昂大を選出[433]。巨人の菅野智之と阪神の藤浪晋太郎に新人特別賞が贈られることが発表された[434]
- 11月25日 - 中日は前日までにマット・クラークとワーナー・マドリガルとの来季の契約を結ばないことを通告したことを発表[435]
- 11月25日 - ソフトバンクは前年同球団所属で、今季オークランド・アスレチックス傘下の3Aチームに所属していた岡島秀樹と契約合意したことを発表[436]
- 11月25日 - 広島をFAの大竹寛が巨人移籍を表明[437]
- 11月26日 - 両リーグのシーズンMVPが発表され、セ・リーグはシーズン60本塁打のヤクルトのウラディミール・バレンティン、パ・リーグはシーズン24連勝で日本一となった楽天の田中将大がそれぞれ初受賞。バレンティンの最下位チームからの受賞は史上初、田中の満票での受賞は史上3人目[438][439][440]。
- 11月26日 - 中日は巨人からFAの小笠原道大の入団を発表[441]
- 11月26日 - 巨人は中日を戦力外となった井端弘和との契約の合意を発表[442]
- 11月26日 - 巨人の大田泰示の背番号が55から44へ変更[443]
- 11月27日 - ロッテは新外国人選手のニューヨーク・ヤンキースのルイス・クルーズの獲得を発表[444]
- 11月27日 - 西武は新外国人選手のグレッグ・レイノルズの獲得を発表[445]。また相内誠の登録名を「誠」にすることも発表[446]
- 11月28日 - ヤクルトは元巨人で今季は台湾でプレーしていた真田裕貴と契約に合意したことを発表[447]
- 11月29日 - ソフトバンクを戦力外となっていた金沢健人が現役引退を表明[448]
- 11月30日 - ロッテは以下の選手の背番号を変更したことを発表。鈴木大地が35から7、金澤岳が62から25、小池翔大が24から57[449]
- 11月30日 - 日本ハムからFAの鶴岡慎也がソフトバンク移籍を表明[450]

### 12月
- 12月1日 - 西武からFAの片岡治大が巨人への移籍を表明[451]
- 12月2日 - 保留選手名簿を公示。名簿から外れ、自由契約となったのは123名[452]
- 12月2日 - DeNAは阪神からFAの久保康友との契約合意を発表[453]
- 12月2日 - 巨人の中井大介の背番号が61から36に変更[454]
- 12月2日 - 中日はロッテを戦力外となった工藤隆人との契約を発表[455]
- 12月2日 - 10月に死去した元巨人監督の川上哲治のお別れの会が東京都内で開かれた[456]
- 12月3日 - 楽天は一旦は保留者名簿に記載したケーシー・マギーを自由契約公示とした。アメリカでのプレーを希望したため[457]
- 12月5日 - ヤクルトの川島慶三の背番号が00から13へ変更[458]
- 12月5日 - ロッテは球団社長に山室晋也が2014年1月1日付で就任することを発表[459]
- 12月6日 - オリックスは西武を自由契約のエステバン・ヘルマンの獲得を発表[460]
- 12月6日（日本時間） - NPB球団からMLB球団への選手移籍に関するポスティングシステムの新制度が明らかとなり、これまでMLB球団が決めていた入札額を、NPB球団が上限を20億円として決められることになった[461]
- 12月7日 - ソフトバンクは日本ハムからFAの鶴岡慎也と中日からFAの中田賢一の入団を発表、背番号は鶴岡が8、中田が11[462]。また以下の選手の背番号の変更も発表された。寺原隼人が11から20、巽真悟が20から25、大場翔太が17から29、福田秀平が37から31[463]
- 12月7日 - 楽天は以下の選手の背番号の変更を発表した。中島俊哉が8から52、阿部俊人が9から00、西村弥が66から066[464]
- 12月9日 - 中日は以下の選手の背番号の変更を発表した。小川龍也が16から57、伊藤準規が18から65、田島慎二が45から12、井上公志が49から53、ダニエル・カブレラが70から99、杉山翔大が33から45、松井雅人が47から38、森野将彦が30から7、高橋周平が31から9、谷哲也が36から70、野本圭が9から31、平田良介が40から6、井藤真吾が46から60。また移籍の小笠原道大が36、工藤隆人が62にそれぞれ決定したことも発表[465]
- 12月9日 - 阪神は二神一人の背番号を18から66に変更したことを発表。また新外国人選手の呉昇桓の背番号を22、同じくマウロ・ゴメスが5、移籍の吉見祐治が42にそれぞれ決定したことも発表[466]
- 12月10日 - オリックスは前巨人の谷佳知の獲得を発表。谷は2006年以来7年ぶりのオリックスへの復帰[467]
- 12月11日 - 西武は今季途中退団のホセ・オーティズの国際スカウトへの就任を発表[468]
- 12月11日 - DeNAは三浦大輔の投手兼任コーチへの就任を発表[469]
- 12月11日 - オリックスは前ソフトバンクのウィリー・モー・ペーニャの獲得を発表[470]
- 12月12日 - 中日はこの日までに新外国人選手のアンダーソン・ヘルナンデスとアレクシス・ゴメス、2008年に中日に在籍したネルソン・パヤノと、育成選手のレアンドロ・メジャとそれぞれ契約したことを発表[471]
- 12月12日 - ロッテは西野勇士の背番号が67から29への変更を発表[472]
- 12月12日 - ソフトバンクは前DeNAの細山田武史（125）、前楽天の勧野甲輝（130）、前巨人の松冨倫（142）とそれぞれ育成選手で契約したことを発表、（）内数字は背番号[473]。また今季ソフトバンクに在籍した山本省吾と福元淳史のスカウトへの就任も発表[474]
- 12月14日 - ロッテは新外国人選手のチャッド・ハフマンの獲得を発表[475]
- 12月16日（米時間） - MLBは、NPBからMLBへのこれまでのポスティングシステムに代わる選手の新移籍制度が、日米間で締結されたことを発表[476]
- 12月17日 - 楽天は前ソフトバンクの有馬翔と育成選手で契約したことを発表[477]
- 12月17日 - ソフトバンクは前西武のデニス・サファテと、2009年までソフトバンクに在籍した前阪神のジェイソン・スタンリッジの獲得を発表[478]
- 12月18日 - ソフトバンクは前日本ハムのブライアン・ウルフの入団を発表[479]
- 12月18日 - ロッテは西武からFAの涌井秀章と契約に合意したことを発表[480]
- 12月18日 - 巨人は以下の選手の背番号の変更を発表。香月良太が17から13、今村信貴が65から45、越智大祐が22から67、河野元貴が95から53、辻東倫が93から65、横川史学が36から51にそれぞれ変更。また支配下登録から育成となった高木康成の背番号が13から001、野間口貴彦が45から003、髙橋洸が007に変更[481]
- 12月19日 - 楽天の鉄平とオリックスの後藤光尊の交換トレードが発表[482]
- 12月20日 - 西武は新外国人選手のマイケル・ボウデン、グレッグ・レイノルズ、コーディ・ランサムと、育成選手でポーフィリオ・ロペス、アブナー・アブレイユと契約と、今季西武に在籍で自由契約としたランディ・ウィリアムスと再契約したことを発表[483]
- 12月20日 - 巨人は新外国人選手のクリス・セドンとの契約の合意を発表[484]
- 12月21日 - DeNAは前オリックスのアーロム・バルディリスとの契約に合意したことを発表[485]。またナイジャー・モーガンと来季の契約を結ばないことも発表[486]
- 12月21日 - 楽天は新外国人選手のケビン・ユーキリス[487]とトラビス・ブラックリーの契約に合意したことを発表[488]
- 12月24日 - 楽天は本拠地の県営宮城球場の愛称が「楽天Koboスタジアム宮城」（略称「コボスタ」）とすることを発表[489]
- 12月24日 - ソフトバンクは前オリックスの李大浩の獲得を発表[490]
- 12月25日 - DeNAは今季MLBコロラド・ロッキーズのマイナーなどに所属していた元巨人の高橋尚成との契約合意を発表[491]
- 12月25日 - ヤクルトは戦力外通告した水野祐希、太田裕哉の現役引退と、2014年1月1日付で水野が二軍スタッフ、太田が打撃投手に就任すること、同じく今季コーチをつとめた松井優典が編成部長に就任することを発表[492]
- 12月25日 - 日本ハムはFAでソフトバンクに移籍した鶴岡慎也の人的補償に藤岡好明の獲得を発表[493]
- 12月25日 - ソフトバンクは公募していた二軍本拠地の移転先の候補地が福岡県筑後市に決定したことを発表、2016年使用開始を目指すとしている[494]
- 12月25日 - 広島はFAで巨人に移籍した大竹寛の人的補償に一岡竜司の獲得を発表[495]
- 12月25日 - ヤクルトは新外国人選手のクリス・ナーブソンと契約締結したことを発表、背番号は38[496]
- 12月26日 - DeNAは新外国人選手のギジェルモ・モスコーソとの契約合意を発表[497]
- 12月26日 - 臨時オーナー会議で13代新コミッショナーに元東京地検特捜部長で弁護士の熊﨑勝彦を選任、任期は2014年1月1日から2015年12月までの2年間[498][499]。
- 12月28日 - 巨人は新外国人選手のレスリー・アンダーソンと契約を結んだことを発表[500]

## 競技結果
| 順位 | 球団                   | 勝 | 敗 | 分 | 勝率 | 差   |
| 1位  | 読売ジャイアンツ       | 84 | 53 | 7  | .613 | 優勝 |
| 2位  | 阪神タイガース         | 73 | 67 | 4  | .521 | 12.5 |
| 3位  | 広島東洋カープ         | 69 | 72 | 3  | .489 | 17.0 |
| 4位  | 中日ドラゴンズ         | 64 | 77 | 3  | .454 | 22.0 |
| 5位  | 横浜DeNAベイスターズ   | 64 | 79 | 1  | .448 | 23.0 |
| 6位  | 東京ヤクルトスワローズ | 57 | 83 | 4  | .407 | 28.5 |

| 順位 | 球団                         | 勝 | 敗 | 分 | 勝率 | 差   |
| 1位  | 東北楽天ゴールデンイーグルス | 82 | 59 | 3  | .582 | 優勝 |
| 2位  | 埼玉西武ライオンズ           | 74 | 66 | 4  | .529 | 7.5  |
| 3位  | 千葉ロッテマリーンズ         | 74 | 68 | 2  | .521 | 8.5  |
| 4位  | 福岡ソフトバンクホークス     | 73 | 69 | 2  | .514 | 9.5  |
| 5位  | オリックス・バファローズ     | 66 | 73 | 5  | .475 | 15.0 |
| 6位  | 北海道日本ハムファイターズ   | 64 | 78 | 2  | .451 | 18.5 |

### セ・パ交流戦
- 優勝：福岡ソフトバンクホークス
  - 2年ぶり4度目

| 順位 | 球団                         | 勝 | 敗 | 分 | 勝率 | 差   |
| 1位  | 福岡ソフトバンクホークス     | 15 | 8  | 1  | .652 | 優勝 |
| 2位  | 東北楽天ゴールデンイーグルス | 15 | 9  | 0  | .625 | 0.5  |
| 3位  | 読売ジャイアンツ             | 13 | 10 | 1  | .565 | 2.0  |
| 4位  | 北海道日本ハムファイターズ   | 13 | 10 | 1  | .565 | 2.0  |
| 5位  | 千葉ロッテマリーンズ         | 13 | 10 | 1  | .565 | 2.0  |
| 6位  | オリックス・バファローズ     | 13 | 10 | 1  | .565 | 2.0  |
| 7位  | 阪神タイガース               | 12 | 11 | 1  | .522 | 3.0  |
| 8位  | 広島東洋カープ               | 11 | 13 | 0  | .458 | 4.5  |
| 9位  | 埼玉西武ライオンズ           | 11 | 13 | 0  | .458 | 4.5  |
| 10位 | 中日ドラゴンズ               | 10 | 13 | 1  | .435 | 5.0  |
| 11位 | 東京ヤクルトスワローズ       | 7  | 16 | 1  | .304 | 8.0  |
| 12位 | 横浜DeNAベイスターズ         | 7  | 17 | 0  | .292 | 8.5  |

### クライマックスシリーズ

#### ファーストステージ
| 日付                 | 試合  | ビジター球団（先攻） | スコア | ホーム球団（後攻） | 開催球場       |
| 10月12日（土）       | 第1戦 | 広島東洋カープ       | 8 - 1  | 阪神タイガース     | 阪神甲子園球場 |
| 10月13日（日）       | 第2戦 | 広島東洋カープ       | 7 - 4  | 阪神タイガース     | 阪神甲子園球場 |
| 勝者：広島東洋カープ |       |                      |        |                    |                |

| 日付                       | 試合  | ビジター球団（先攻） | スコア | ホーム球団（後攻） | 開催球場   |
| 10月12日（土）             | 第1戦 | 千葉ロッテマリーンズ | 11－1  | 埼玉西武ライオンズ | 西武ドーム |
| 10月13日（日）             | 第2戦 | 千葉ロッテマリーンズ | 0－15  | 埼玉西武ライオンズ | 西武ドーム |
| 10月14日（月）             | 第3戦 | 千葉ロッテマリーンズ | 4－1   | 埼玉西武ライオンズ | 西武ドーム |
| 勝者：千葉ロッテマリーンズ |       |                      |        |                    |            |

#### ファイナルステージ
| 日付                   | 試合           | ビジター球団（先攻） | スコア | ホーム球団（後攻） | 開催球場   |
| アドバンテージ         | アドバンテージ | 広島東洋カープ       |        | 読売ジャイアンツ   |            |
| 10月16日（水）         | 第1戦          | 広島東洋カープ       | 2 - 3  | 読売ジャイアンツ   | 東京ドーム |
| 10月17日（木）         | 第2戦          | 広島東洋カープ       | 0 - 3  | 読売ジャイアンツ   | 東京ドーム |
| 10月18日（金）         | 第3戦          | 広島東洋カープ       | 1 - 3  | 読売ジャイアンツ   | 東京ドーム |
| 勝者：読売ジャイアンツ |                |                      |        |                    |            |

| 日付                               | 試合           | ビジター球団（先攻） | スコア   | ホーム球団（後攻）           | 開催球場                         |
| アドバンテージ                     | アドバンテージ | 千葉ロッテマリーンズ |          | 東北楽天ゴールデンイーグルス |                                  |
| 10月16日（水）                     | 第1戦          | 千葉ロッテマリーンズ | 0 - 2    | 東北楽天ゴールデンイーグルス | 日本製紙クリネックスタジアム宮城 |
| 10月17日（木）                     | 第2戦          | 千葉ロッテマリーンズ | 4 - 2    | 東北楽天ゴールデンイーグルス | 日本製紙クリネックスタジアム宮城 |
| 10月18日（金）                     | 第3戦          | 千葉ロッテマリーンズ | 0 - 2    | 東北楽天ゴールデンイーグルス | 日本製紙クリネックスタジアム宮城 |
| 10月19日（土）                     | 第4戦          | 雨天中止             | 雨天中止 | 雨天中止                     | 日本製紙クリネックスタジアム宮城 |
| 10月20日（日）                     | 第4戦          | 千葉ロッテマリーンズ | 5－8     | 東北楽天ゴールデンイーグルス | 日本製紙クリネックスタジアム宮城 |
| 勝者：東北楽天ゴールデンイーグルス |                |                      |          |                              |                                  |

### 日本シリーズ
| 日付                                         | 試合   | ビジター球団（先攻）         | スコア | ホーム球団（後攻）           | 開催球場                         |
| -------------------------------------------- | ------ | ---------------------------- | ------ | ---------------------------- | -------------------------------- |
| 10月26日（土）                               | 第1戦  | 読売ジャイアンツ             | 2 - 0  | 東北楽天ゴールデンイーグルス | 日本製紙クリネックスタジアム宮城 |
| 10月27日（日）                               | 第2戦  | 読売ジャイアンツ             | 1 - 2  | 東北楽天ゴールデンイーグルス | 日本製紙クリネックスタジアム宮城 |
| 10月28日（月）                               | 移動日 | 移動日                       | 移動日 | 移動日                       | 移動日                           |
| 10月29日（火）                               | 第3戦  | 東北楽天ゴールデンイーグルス | 5 - 1  | 読売ジャイアンツ             | 東京ドーム                       |
| 10月30日（水）                               | 第4戦  | 東北楽天ゴールデンイーグルス | 5 - 6  | 読売ジャイアンツ             | 東京ドーム                       |
| 10月31日（木）                               | 第5戦  | 東北楽天ゴールデンイーグルス | 4 - 2  | 読売ジャイアンツ             | 東京ドーム                       |
| 11月1日（金）                                | 移動日 | 移動日                       | 移動日 | 移動日                       | 移動日                           |
| 11月2日（土）                                | 第6戦  | 読売ジャイアンツ             | 4 - 2  | 東北楽天ゴールデンイーグルス | 日本製紙クリネックスタジアム宮城 |
| 11月3日（日）                                | 第7戦  | 読売ジャイアンツ             | 0 - 3  | 東北楽天ゴールデンイーグルス | 日本製紙クリネックスタジアム宮城 |
| 優勝：東北楽天ゴールデンイーグルス（初優勝） |        |                              |        |                              |                                  |

### 個人タイトル
|                  | セントラル・リーグ | セントラル・リーグ | セントラル・リーグ | パシフィック・リーグ | パシフィック・リーグ | パシフィック・リーグ |
| タイトル         | 選手               | 球団               | 成績               | 選手                 | 球団                 | 成績                 |
| ---------------- | ------------------ | ------------------ | ------------------ | -------------------- | -------------------- | -------------------- |
| 最優秀選手       | W.バレンティン     | ヤクルト           |                    | 田中将大             | 楽天                 |                      |
| 最優秀新人       | 小川泰弘           | ヤクルト           |                    | 則本昂大             | 楽天                 |                      |
| 首位打者         | T.ブランコ         | DeNA               | .333               | 長谷川勇也           | ソフトバンク         | .341                 |
| 本塁打王         | W.バレンティン     | ヤクルト           | 60本               | M.アブレイユ         | 日本ハム             | 31本                 |
| 打点王           | T.ブランコ         | DeNA               | 136点              | 浅村栄斗             | 西武                 | 110点                |
| 最多安打         | M.マートン         | 阪神               | 178本              | 長谷川勇也           | ソフトバンク         | 198本                |
| 盗塁王           | 丸佳浩             | 広島               | 29個               | 陽岱鋼               | 日本ハム             | 47個                 |
| 最高出塁率       | W.バレンティン     | ヤクルト           | .455               | E.ヘルマン           | 西武                 | .418                 |
| 最優秀防御率     | 前田健太           | 広島               | 2.10               | 田中将大             | 楽天                 | 1.27                 |
| 最多勝利         | 小川泰弘           | ヤクルト           | 16勝               | 田中将大             | 楽天                 | 24勝                 |
| 最多奪三振       | R.メッセンジャー   | 阪神               | 183個              | 金子千尋             | オリックス           | 200個                |
| 最高勝率         | 小川泰弘           | ヤクルト           | .800               | 田中将大             | 楽天                 | 1.000                |
| 最多セーブ投手   | 西村健太朗         | 巨人               | 42S                | 益田直也             | ロッテ               | 33S                  |
| 最優秀中継ぎ投手 | 山口鉄也           | 巨人               | 42HP               | 佐藤達也             | オリックス           | 42HP                 |
| 最優秀中継ぎ投手 | S.マシソン         | 巨人               | 42HP               | 佐藤達也             | オリックス           | 42HP                 |

### 月間MVP
|        | セントラル・リーグ | セントラル・リーグ | セントラル・リーグ | セントラル・リーグ | パシフィック・リーグ | パシフィック・リーグ | パシフィック・リーグ | パシフィック・リーグ |
|        | 投手               | 球団               | 野手               | 球団               | 投手                 | 球団                 | 野手                 | 球団                 |
| ------ | ------------------ | ------------------ | ------------------ | ------------------ | -------------------- | -------------------- | -------------------- | -------------------- |
| 3・4月 | 杉内俊哉           | 巨人               | T.ブランコ         | ⅮeNA               | 牧田和久             | 西武                 | 栗山巧               | 西武                 |
| 5月    | 能見篤史           | 阪神               | H.ルナ             | 中日               | 田中将大             | 楽天                 | 井口資仁             | ロッテ               |
| 6月    | 能見篤史           | 阪神               | W.バレンティン     | ヤクルト           | 田中将大             | 楽天                 | 長谷川勇也           | ソフトバンク         |
| 7月    | R.メッセンジャー   | 阪神               | 村田修一           | 巨人               | 田中将大             | 楽天                 | 浅村栄斗             | 西武                 |
| 8月    | 藤浪晋太郎         | 阪神               | W.バレンティン     | ヤクルト           | 田中将大             | 楽天                 | 内川聖一             | ソフトバンク         |
| 8月    | 藤浪晋太郎         | 阪神               | 村田修一           | 巨人               | 田中将大             | 楽天                 | 内川聖一             | ソフトバンク         |
| 9月    | B.バリントン       | 広島               | 川端慎吾           | ヤクルト           | 田中将大             | 楽天                 | 長谷川勇也           | ソフトバンク         |

### ベストナイン
|          | セントラル・リーグ | セントラル・リーグ | パシフィック・リーグ | パシフィック・リーグ |
| 守備位置 | 選手               | 球団               | 選手                 | 球団                 |
| -------- | ------------------ | ------------------ | -------------------- | -------------------- |
| 投手     | 前田健太           | 広島               | 田中将大             | 楽天                 |
| 捕手     | 阿部慎之助         | 巨人               | 嶋基宏               | 楽天                 |
| 一塁手   | T.ブランコ         | DeNA               | 浅村栄斗             | 西武                 |
| 二塁手   | 西岡剛             | 阪神               | 藤田一也             | 楽天                 |
| 三塁手   | 村田修一           | 巨人               | C.マギー             | 楽天                 |
| 遊撃手   | 鳥谷敬             | 阪神               | 鈴木大地             | ロッテ               |
| 外野手   | 長野久義           | 巨人               | 長谷川勇也           | ソフトバンク         |
| 外野手   | M.マートン         | 阪神               | 中田翔               | 日本ハム             |
| 外野手   | W.バレンティン     | ヤクルト           | 内川聖一             | ソフトバンク         |
| 指名打者 |                    |                    | M.アブレイユ         | 日本ハム             |

### ゴールデングラブ賞
|        | セントラル・リーグ | セントラル・リーグ | パシフィック・リーグ | パシフィック・リーグ |
| ------ | ------------------ | ------------------ | -------------------- | -------------------- |
| 投手   | 前田健太           | 広島               | 田中将大             | 楽天                 |
| 捕手   | 阿部慎之助         | 巨人               | 嶋基宏               | 楽天                 |
| 一塁手 | J.ロペス           | 巨人               | 浅村栄斗             | 西武                 |
| 二塁手 | 菊池涼介           | 広島               | 藤田一也             | 楽天                 |
| 三塁手 | 村田修一           | 巨人               | 松田宣浩             | ソフトバンク         |
| 遊撃手 | 鳥谷敬             | 阪神               | 今宮健太             | ソフトバンク         |
| 外野手 | 長野久義           | 巨人               | 陽岱鋼               | 日本ハム             |
| 外野手 | 丸佳浩             | 広島               | 糸井嘉男             | オリックス           |
| 外野手 | 荒波翔             | DeNA               | 秋山翔吾             | 西武                 |

### オールスター戦
- 第1戦（札幌ドーム、7月19日）
全セ 1対1 全パ
  - MVP：澤村拓一（読売ジャイアンツ/全セ）
- 第2戦（明治神宮野球場、7月20日）
全セ 3対1 全パ
  - MVP：新井貴浩（阪神タイガース/全セ）
- 第3戦（いわきグリーンスタジアム、7月22日）
全パ 3対1 全セ
  - MVP：内川聖一（福岡ソフトバンクホークス/全パ）

### ファーム
- フレッシュオールスター(こまちスタジアム、7月18日)
全イ 7対1 全ウ
- ファーム日本選手権（サンマリンスタジアム宮崎）
福岡ソフトバンクホークス 4対3 東京ヤクルトスワローズ